# Mont Ursuya
Le mont Ursuia (681 m) est une montagne du Pays basque français située entre Hasparren et Macaye dans la province du Labourd.
Ursuia est aussi un quartier de Macaye situé à l'abri de l'éperon Mokorreta sur les flancs de cette montagne.

## Toponymie
Son nom, que l'on attribue à ses nombreuses sources, dérive vraisemblablement d'un ancien *Urtzun(a) de ur 'eau'. Les terminaisons -uia, érosion d'un ancien -una, sont fréquentes dans les environs de Hasparren (Zalduia, Haltzuia…).

## Histoire
Relief stratégique pour ces deux bourgs, l'Ursuia a hébergé plusieurs forts protohistoriques (gaztelu zahar).

## Voies d'accès
On y accède en général depuis Urcuray (lieu-dit d'Hasparren), Mendionde ou Macaye.